# Pitahaya
Pitahaya è un distretto della Costa Rica facente parte del cantone di Puntarenas, nella provincia omonima.